# Rückert-Lieder

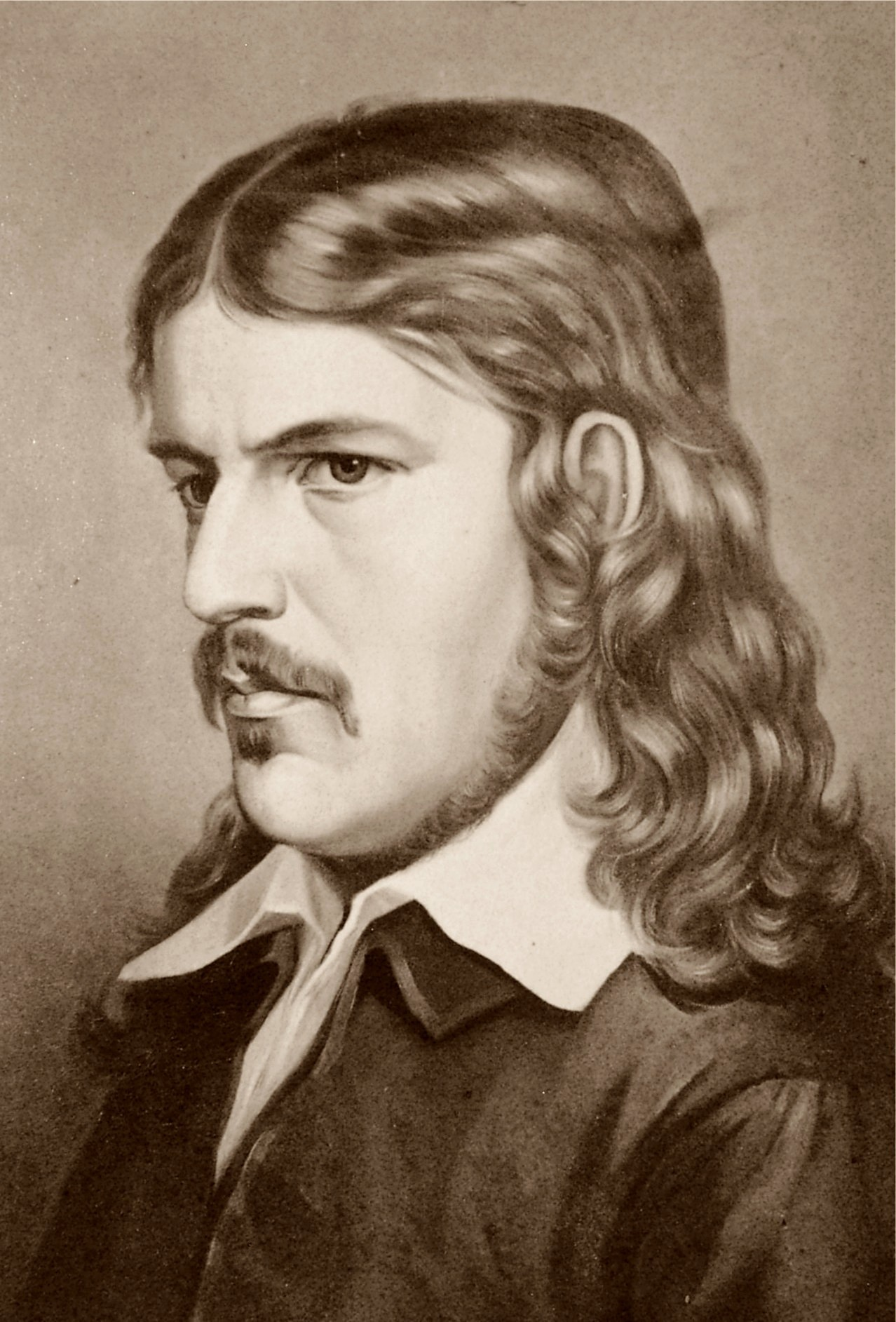
El poeta Friedrich Rückert

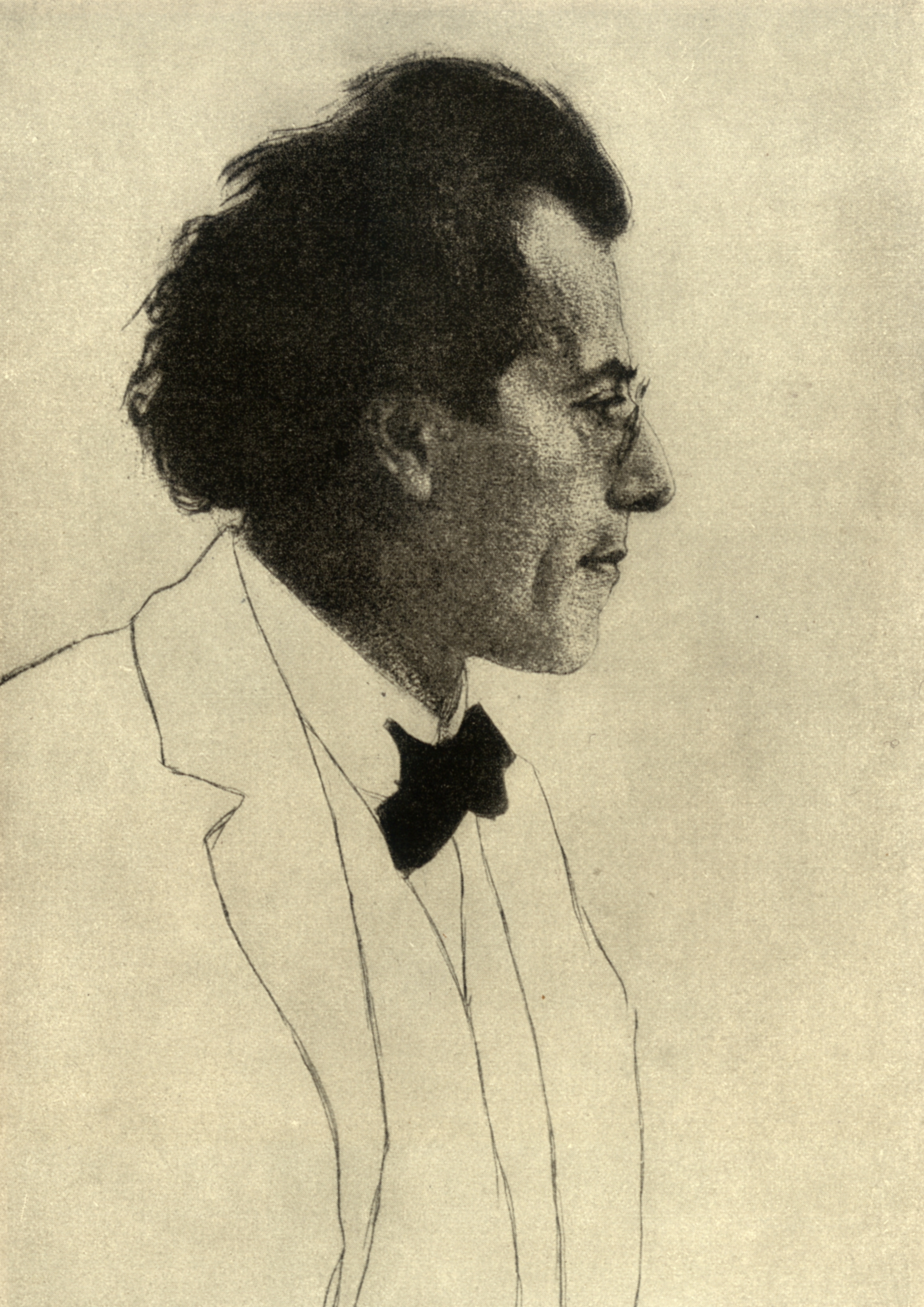
Gustav Mahler el 1902

Els Rückert-Lieder són cinc lieder per a veu i orquestra (o piano) compostes entre 1901 i 1902 per Gustav Mahler a partir de poemes escrits per Friedrich Rückert.
Les cinc cançons són:
1. Blicke mir nicht in die Lieder! (No miris les meves cançons!) (14 de juny de 1901)
2. Ich atmet’ einen limitin Duft (Vaig respirar una gentil fragància de til·lers) (juliol de 1901)
3. Ich bin der Welt abhanden gekommen (M'he retirat del món) (16 d'agost de 1901)
4. Um Mitternacht (A mitjanit) (estiu de 1901)
5. Liebst du um Schönheit (Si estimes la bellesa) (agost de 1902)[1]

Juntament amb Revelge i Der Tamboursg’sell (sobre poemes de Des Knaben Wunderhorn i incorporats més tard al cicle de cançons del mateix nom, foren publicats el 1905 com a Sieben Lieder aus letzter Zeit (Set cançons per als darrers dies).
Les quatre primeres cançons es van estrenar el 29 de gener de 1905 a Viena, dirigides pel mateix Mahler. Foren interpretades juntament amb els seus  Kindertotenlieder  (també amb poemes de Rückert). La darrera cançó,  Liebst du um Schönheit , no va ser orquestrada pel mateix Mahler, sinó per Max Puttmann, un empleat de la primera editorial, després de la mort de Mahler.

## Discografia
- Kerstin Thorborg, Bruno Walter, Orquestra Filharmònica de Viena, 1936.
- Kathleen Ferrier (contralt), Bruno Walter, Orquestra Filharmònica de Viena - DECCA 1952.
- Dietrich Fischer-Dieskau (baríton) Karl Böhm, Berlin Philharmonic Orchestra.
- Christa Ludwig, Gerald Moore, piano, 1959.
- Maureen Forrester, RSOB, Ferenc Fricsay, 1959.
- Jennie Tourel, Leonard Bernstein NYP, 1960.
- Dietrich Fischer-Dieskau, Gerald Moore, piano, EMI 1962.
- Sena Jurinac, Istvan KERTESZ. Radio Sinfonie Orchester Frankfurt 1962.
- Christa Ludwig (mezzo-soprano), Otto Klemperer, Orquestra Philharmonia - EMI 1964.
- Irmgard Seefried, Manuel Rosenthal, ORTF, 1966 DVD.
- Dietrich Fischer-Dieskau, Zubin Mehta, WP, 1967.
- Dietrich Fischer-Dieskau, Leonard Bernstein, piano. Sony, 1968.
- Janet Baker (mezzo-soprano), John Barbirolli, Orquestra Halle - EMI, 1969.
- Thomas Hampson (baríton), Leonard Bernstein, Orquestra Filharmònica de Viena - DGG.
- Christa Ludwig (mezzo-soprano), Herbert von Karajan, Orquestra Filharmònica de Berlín - DGG.
- Jessye Norman, Irwin Gage piano, 1971.
- Hermann Prey, Michael Krist piano, Philips 1972.
- Dietrich Fischer-Dieskau (baríton), Daniel Barenboim, piano 1978.
- Frederica von Stade, London Philharmonic, Andrew Davis, 1978.
- Brigitte Fassbaender (mezzo-soprano), Riccardo Chailly, 1988.
- Marjana Lipovsek, Berliner Philharmoniker, Claudio Abbado, 1992.
- Anne Sofie von Otter (mezzosoprano), John Eliot Gardiner, North German Radio Symphony Orchestra - DG, 1995.
- Thomas Hampson, Wolfram Rieger, 1996 EMI.
- Waltraud Meier (mezzosoprano), Lorin Maazel, Orquestra Simfònica de la Ràdio de Baviera, 1998.
- Lorraine Hunt Lieberson, Roger Vignoles, 1998.
- Marie-Nicole Lemieux contralt, Daniel Blumenthal, piano, 2000.
- Violeta Urmana, Wiener Philharmoniker, Pierre Boulez, 2003.
- Thomas Hampson, Wolfram Rieger, 2005.
- Felicity Lott, Quatour Schumann, 2008.
- Christian Gerhaher (baríton), Gerald Huber, piano, 2009.
- Susan Graham (mezzosoprano), Orquestra de San Francisco, Michael Tilson Thomas, 2009.
- Christine Schäfer, Christoph Eschenbach, Deutsches Symphonie-Orchester Berlin, 2009.
- Magdalena Kožená mezzosoprano, Claudio Abbado, Orquestra del festival de Llucana, 2009.
- Thomas Hampson, baríton, Mahler chmaber orchestra, Manfred Honeck, 2010.
- Gustavo Monastra (tenor), Vienna Symphonic Library Virtual Orchestra, Uli Schauerte, 2017.